# XXIX Batallón de Fortaleza de la Luftwaffe
El XXIX Batallón de Fortaleza de la Luftwaffe (XXIX. Luftwaffen-Festungs-Bataillon) fue una unidad de la Luftwaffe durante la Segunda Guerra Mundial.

## Historia
Fue formado el 19 de septiembre de 1944 en Werneck, con 3 compañías. Para la formación se recurrió a personal de las Escuelas de Suboficiales 1 y 3. Entró en acción en el Frente Occidental en el VI Comando Administrativo Aéreo. Se componía de: compañía de Plana Mayor con dos pelotones de telefonistas, dos pelotones de radiotelegrafistas, una unidad de transporte y una de intendencia. 
- 1.ª Compañía de Fortaleza de la Luftwaffe
- 2.ª Compañía de Fortaleza de la Luftwaffe
- 3.ª Compañía de Fortaleza de la Luftwaffe
- 4.ª Compañía de Fortaleza de la Luftwaffe

El 25 de septiembre de 1944 el batallón llegó a Jülich y se dedicó a las fortificaciones. En octubre de 1944 se trasladó a Wassenberg-Ratheim para construir una posición en el Rur. En noviembre de 1944 el batallón se utilizó para formar el 18.º Regimiento de Paracaidistas. El 15 de octubre de 1944 fue disuelto para reformar la 6.ª División de Paracaidistas en Meppel, Holanda.
Nota: En otras fuentes se menciona que fue la Escuela de Suboficiales 4.*